# Asteroid

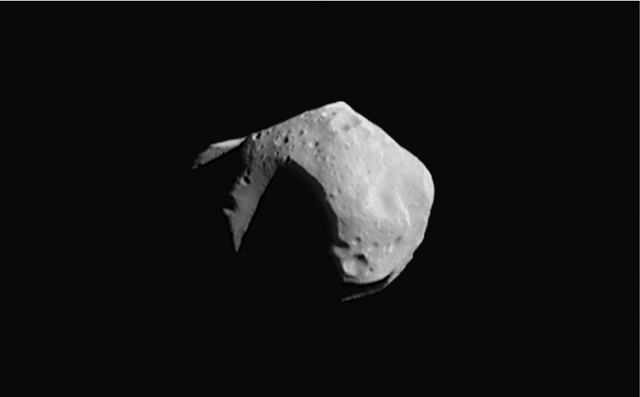
253 Mathilde, asteroid de tip C măsurând circa 50 km. Fotografie făcută în anul 1997 de sonda NEAR Shoemaker.

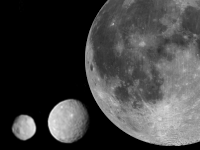
De la stânga spre dreapta: 4 Vesta, 1 Ceres, Luna

Asteroizii, numiți și mici planete sau planetoizi, sunt corpuri cerești mai mici decât planetele, dar mai mari decât meteoroizii (care pot avea diametrul de până la circa 10 metri), și nu sunt comete. Deosebirea dintre asteroizi și comete se face în prima fază (în momentul în care este descoperit corpul respectiv), după aspectul său vizual: cometele trebuie să aibă o „coamă” perceptibilă (o „atmosferă” densă), în timp ce asteroizii nu au așa ceva. Ulterior, stabilirea formei orbitei determină clasificarea obiectului într-o anumită categorie. Majoritatea cometelor au orbite foarte excentrice, multe din ele evoluând pe orbite parabolice.
Asteroizii variază foarte mult ca mărime, de la câteva sute de kilometri în diametru până la roci de numai câteva zeci de metri. Câțiva dintre cei mai mari au formă sferică și se aseamănă cu planete în miniatură. Totuși, în vasta lor majoritate, asteroizii sunt mult mai mici și au o formă neregulată. Compoziția fizică a asteroizilor este diversă, și în multe cazuri e prea puțin înțeleasă. Astfel, unii asteroizi sunt corpuri solide de rocă cu un conținut metalic mai mic sau mai mare, în timp ce alții constau într-un conglomerat de roci, format datorită forței gravitației. Asteroidul Vesta este chiar vizibil cu ochiul liber, dar numai din locuri neluminate, în anumite nopți cu cer foarte senin.

## Istoricul descoperirii asteroizilor
Numită prima planetă mică, Ceres a fost descoperită în anul 1801 de către Giuseppe Piazzi, inițial fiind considerată o nouă planetă. A urmat apoi descoperirea altor corpuri cerești similare care, cu echipamentul astronomic de pe vremea aceea, apăreau pe cer doar ca niște puncte luminoase, asemănătoare stelelor, cu un disc planetar foarte mic sau chiar inexistent (totuși, s-au putut deosebi de stele datorită mișcării lor). Acest lucru l-a făcut pe astronomul Sir William Herschel să propună termenul de „asteroid”, din limba greacă αστεροειδής, asteroeidēs, bazat pe cuvântul din greaca antică αστήρ, astēr = stea.
La 28 martie 1802. H. W. M. Olbers a descoperit, nu departe de Ceres, o a doua planetă mică, pe care a numit-o Pallas (după zeița înțelepciunii din mitologia greacă), cu semiaxa de 2,77 u.a. 
La 1 septembrie 1804, Karl Harding a descoperit cea de-a treia planetă mică și a denumit-o Juno, iar la 29 martie 1807, Olbers a descoperit și pe cea de-a patra - Vesta. Și aceste planete se mișcau în jurul Soarelui, la distanțe apropiate de 2,8 u.a. Olbers a tras concluzia că aceste mici planete ar avea o origine comună: ar fi provenit din dezagregarea unei planete mari, care înconjura Soarele tot la distanța de 2,8 u.a. Această ipoteză a condus la ideea că numărul planetelor mici (asteroizi) trebuie să fie mai mare.
La 8 decembrie 1845, Karl Ludwig Hencke a descoperit cel de-al cincilea asteroid - Astraea, cu semiaxa mare de 2,58 u.a. La 1 iulie 1847, Hencke a descoperit încă un asteroid - Hebe. Următorul asteroid a fost descoperit de englezul J. R. Hind - Iris; acesta și-a continuat observațiile și în următorii șapte ani a mai descoperit șapte asteroizi. În aceeași perioadă, astronomul italian A. de Gasparis a descoperit alți opt asteroizi. La sfârșitul anului 1891 se cunoșteau deja 302 asteroizi. Începând cu 1891, ritmul descoperirilor a crescut foarte mult, astfel încât la sfârșitul anului 1952 erau înregistrați 1585 de asteroizi.
Anul 1891 este important pentru că atunci a început să fie folosită, pentru descoperirea asteroizilor, metoda fotografică a lui M. Wolf, directorul Observatorului astronomic din Heidelberg. 
Recordul descoperirilor îl deține anul 1931, când s-au descoperit 398 de asteroizi noi.
Marea majoritate a asteroizilor cunoscuți se găsește în principala centură de asteroizi, între orbitele planetelor Marte și Jupiter, unde s-a estimat existența a peste 750.000 asteroizi mai mari de 1 km, precum și a milioane de asteroizi mai mici. Unii au luni ce orbitează în jurul lor, sau se găsesc în perechi co-orbitare cunoscute și ca sisteme binare. Recent s-a descoperit că planetele pitice întâlnesc orbitele planetelor, de la Mercur la Neptun - cu sute de obiecte transneptuniene (Trans Neptunian Objects, TNOs).

## Terminologie
Termenul de "asteroid" se folosește pentru a caracteriza un grup de corpuri cerești ce orbitează în jurul Soarelui. Este termenul cel mai cunoscut pentru planetele mici, preferat în trecut de Uniunea Astronomică Internatională (UAI). Alteori se preferă termenul de "planetoid" (lb. greacă pentru "planet-like" - asemănător planetelor).
După cum ne-am obișnuit, corpurile mici ce orbitează în jurul Soarelui au fost clasificate ca asteroizi, comete sau meteoroizi, orice corp mai mic decât circa 10 metri lungime numindu-se meteoroid. Principala deosebire observațională prin telescop dintre un asteroid și o cometă este nebulozitatea acesteia din urmă, coama cometei formată din particule de gheață sublimate din cauza radiației solare. Câteva corpuri au ajuns să fie numite de două ori, din cauza că inițial au fost clasificate drept asteroizi, dar mai târziu descoperindu-se activități cometare. Unele comete, eventual chiar toate, rămân într-un final fără "coamă" și apar pe cerul nocturn ca puncte luminoase asemănătoare asteroizilor. O deosebire descoperită ulterior este că orbitele cometelor sunt mai excentrice decât cele ale asteroizilor (unele corpuri clasificate ca asteroizi au de asemeni orbite remarcabil de excentrice, însă periodice).
În ultimii ani, descoperirea obiectelor transneptuniene a complicat situația. Aceste obiecte populează limitele exterioare ale Sistemului Solar, unde gheața rămâne solidă și corpurile asemănătoare cometelor nu prezintă prea multă activitate cometară. Cele mai ascunse dintre acestea sunt obiectele centurii Kuiper (KBOs), numite parțial "obiecte", pentru a evita numirile de asteroizi sau comete. Compoziția KBOs se crede a fi asemănătoare cometelor, deși unele pot fi înrudite cu asteroizii. În plus, nu au acea orbită excentrică asociată de obicei cu cometele, și sunt mult mai mari decât obișnuitele nuclee ale cometelor.
O altă observație recentă, bazată pe analiza prafului cometar colectat de sonda Stardust, arată faptul că diferențele dintre comete și asteroizi sunt tot mai neclare.
La sfârșitul lunii august 2006, Uniunea Astronomică Internațională (UAI) a introdus termenul "small solar system bodies" (SSSB) = corpuri mici ale sistemului solar, pentru a putea include majoritatea obiectelor clasificate anterior ca mici planete și comete. În același timp a fost introdusă clasa planetelor pitice, pentru asteroizii mai mari - acelea care au masa suficientă pentru a-și crea formă sferică sub propria gravitație. Potrivit UAI, termenul de "planetă mică" se mai poate folosi, dar se va prefera "small solar system body" (SSSB). Momentan doar Ceres, cel mai mare obiect din centura de asteroizi, de aproximativ 950 km diametru, este clasat în categoria planetelor pitice, deși există câțiva asteroizi cu o formă aproape sferică (Vesta, Pallas și Hygiea), care în viitor ar putea fi reclasificați drept planete pitice. Planetele pitice devin astfel o categorie nouă de obiecte cerești, aflate undeva între planete și asteroizi, din punctul de vedere al mărimii.

## Distribuția în Sistemul Solar

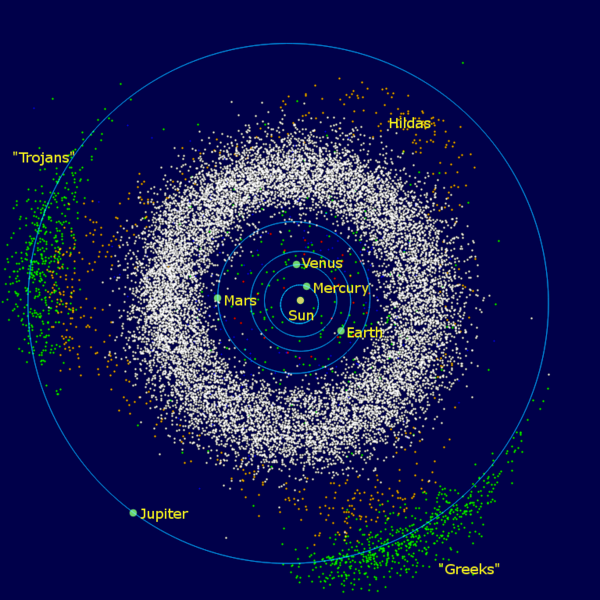
Centura de asteroizi (cei cu alb) și troianii (cei cu verde)

Sute de mii de asteroizi au fost descoperiți în Sistemul Solar, cu o rată de descoperire curentă în jur de 5,000 per lună. Din peste 400.000 asteroizi înregistrați, 187,745 au orbite bine cunoscute îndeajuns să le definească cu numere oficiale. Dintre acestea, 14.525 au nume oficiale. Planeta minoră cu numărul cel mai mic e (găsesc un număr total de asteroizi de peste 1 km în diametru din sistemul nostru solar, a fi între 1,1 și 1,9 milioane) Ceres, cu diametrul de 975 x 909 km, era cândva considerat cel mai mare asteroid din cercul sistemului solar, dar mai târziu a fost recunoscut ca planetă pitică. Acum diferențele se discută pentru Pallas și Vesta: amândouă au diametre de aproximativ 500 km. În mod normal, Vesta este singurul asteroid din centura de asteroizi care, ocazional, este vizibil cu ochiul liber. În orice caz, cu ocazii foarte rare, un asteroid din apropierea pământului va avea o scurtă vizibilitate fără ajutor tehnologic: 99942 Apophis.
Masa totală a tuturor corpurilor din Principala Centură de asteroizi, dintre orbitele planetelor Marte și Jupiter, este estimată a fi în jur de 3.0-3.6 x 1021 kg, sau în jur de 4% din masa Lunii. Din aceasta, Ceres are o masa de 0.95x1021 kg, 32% din total. Adăugând în continuare trei dintre cei mai masivi asteroizi, Vesta (9%), Pallas (7%), și Hygiea (3%), se ajunge până la 51%, în timp ce următorii trei, Davida (1,2%), Interamnia (1.0%) și Juno (0.9%), adaugă numai 3% din masa totală. Apoi numărul asteroizilor crește rapid, cu cât masa lor scade.
Diverse varietăți de asteroizi au fost descoperite în afara centurii de asteroizi. Asteroizii din apropierea Pământului au orbitele în vecinătatea orbitei Pământului. Asteroizii troieni sunt blocați gravitațional prin sincronizarea cu o planetă, luându-i urma orbitei. Majoritatea Troienilor se asociază cu Jupiter, dar au fost descoperiți câțiva, care orbitează cu Marte sau Neptun.

## Caracteristici

### Cei mai mari asteroizi
Deși amplasarea lor în centura de asteroizi le exclude de la statutul de planetă, cele mai mari patru obiecte, Ceres, Vesta, Pallas, și Hygiea, sunt rămășițele protoplanetelor care au multe caracteristici comune cu planetele.
| Caracteristici ale asteroizilor protoplanetari | Caracteristici ale asteroizilor protoplanetari | Caracteristici ale asteroizilor protoplanetari | Caracteristici ale asteroizilor protoplanetari | Caracteristici ale asteroizilor protoplanetari | Caracteristici ale asteroizilor protoplanetari | Caracteristici ale asteroizilor protoplanetari | Caracteristici ale asteroizilor protoplanetari | Caracteristici ale asteroizilor protoplanetari | Caracteristici ale asteroizilor protoplanetari | Caracteristici ale asteroizilor protoplanetari | Caracteristici ale asteroizilor protoplanetari |
| Nume                                           | Radiusul orbital (UA)                          | Perioada orbitală (ani)                        | Înclinație orbitală                            | ! Excentricitate orbitală                      | Diametru (km)                                  | Diametru (% din cel al Lunii)                  | Masa (×1018 kg)                                | Masa (% din al lui Ceres)                      | Perioada de rotație (ore)                      | Înclinarea axei de rotație                     | Temperatura la suprafață                       |
| ---------------------------------------------- | ---------------------------------------------- | ---------------------------------------------- | ---------------------------------------------- | ---------------------------------------------- | ---------------------------------------------- | ---------------------------------------------- | ---------------------------------------------- | ---------------------------------------------- | ---------------------------------------------- | ---------------------------------------------- | ---------------------------------------------- |
| Vesta                                          | 2,36                                           | 3,63                                           | 7,1°                                           | 0,089                                          | 573×557×446 (în medie 525)                     | 15%                                            | 260                                            | 28%                                            | 5,34                                           | 29°                                            | 85–270 K                                       |
| Ceres                                          | 2,77                                           | 4,60                                           | 10,6°                                          | 0,079                                          | 975×975×909 (în medie 952)                     | 28%                                            | 940                                            | 100%                                           | 9,07                                           | ≈ 3°                                           | 167 K                                          |
| Pallas                                         | 2,77                                           | 4,62                                           | 34,8°                                          | 0,231                                          | 580×555×500 (în medie 545)                     | 16%                                            | 210                                            | 22%                                            | 7,81                                           | ≈ 80°                                          | 164 K                                          |
| Hygiea                                         | 3,14                                           | 5,56                                           | 3,8°                                           | 0,117                                          | 530×407×370 (în medie 430)                     | 12%                                            | 87                                             | 9%                                             | 27,6                                           | ≈ 60°                                          | 164 K                                          |

## Clasificare
Clasificarea generală a asteroizilor se bazează pe caracteristicile lor orbitale și descrierea spectrului luminii solare vizibile, care se reflectă la suprafața lor.

## Observarea cu ochiul liber a asteroizilor
Deși s-a reușit identificarea a zeci de mii de asteroizi, ei rămân aproape imposibil de remarcat cu ochiul liber, fiind mult prea puțin luminoși. Asteroidul 4 Vesta este o excepție, el fiind singurul observabil fără aparate optice (dar numai din când în când), deși luminozitatea sa nu este prea mare.
Un asteroid arată pe cerul nocturn la fel ca și o stea mai puțin strălucitoare. Cel mai bun mijloc de a găsi asteroizi cu binoclul sau cu telescopul este observarea cerului înstelat mai multe nopți la rând și detectarea punctelor luminoase care se deplasează în raport cu fundalul fix. Unele cataloage repertoriază poziția asteroizilor; în aceste cazuri ei sunt mai ușor de localizat.

## Descoperirea primilor asteroizi
Astronomii au neglijat mult timp studiul asteroizilor. Omenirea îi cunoaște de mai bine de 200 de ani, dar ei erau considerați drept produse neimportante din sistemul solar. Astăzi se știe că asteroizii sunt o cheie importantă pentru înțelegerea formării sistemului solar, și de aceea astronomii se interesează mult despre ei.
Primul asteroid a fost descoperit din pură întâmplare de către Giuseppe Piazzi, director, la epoca respectivă, al Observatorului astronomic din Palermo, în Sicilia. În ajunul acelui an nou 1801, acesta observa constelația Taurului, când detectă un obiect neidentificat deplasându-se foarte lent pe fondul cerului. Îi urmări deplasarea timp de câteva nopți. Colegul sau Carl Friedrich Gauss utiliză aceste observații pentru a determina distanța exactă a lor până la Pământ. Calculele sale au poziționat noul astru între planetele Marte și Jupiter. Piazzi le numi Ceres, după numele zeității grecești care face să iasă seva din pământ și să crească primele fire ale primăverii.

## Traiectoriile de ciocnire
Deși majoritatea asteroizilor nu sunt un pericol pentru Pământ, circa 2 000 de asteroizi mari (de 1 km sau mai mult) se apropie sau intersectează orbita terestră. Sunt numiți oficial NEA: Near-Earth Asteroids (asteroizi - ce vor trece - aproape de Pământ).
- AL30: Conform unui comunicat recent al NASA, la 10 ianuarie 2010 a fost descoperit micul asteroid "2010 AL30", cu numai 3 zile înainte ca acesta să treacă pe lângă Pământ la o distanță deosebit de mică, de numai 130.000 km (= aproximativ 11 diametre ale Pământului, sau 1/3 din distanța Pământ-Lună). NASA a afirmat că e exclus să fie vorba despre un obiect creat de om, cum ar fi de ex. un rest de rachetă sau satelit artificial. Diametrul lui AL30 este conform măsurătorilor de 10 ... 15 m, iar viteza sa relativă la Pământ de circa 36.000 km/h. AL30 înconjoară Soarele în timp de circa 1 an pământean. Se mai apreciază că în total există cam 2 milioane de asteroizi de acest ordin de mărime, iar astfel de „apropieri” spațiale periculoase ar trebui să aibă loc chiar săptămânal.

Pericolul pentru omenire pe care îl reprezintă asteroizii mai mici de 25 m este foarte mic: în cazul unei intersecții cu traiectoria Pământului aceștia ard complet sau aproape complet încă înainte de impact, prin frecarea cu aerul din atmosfera noastră.
Pentru asteroizii mari un impact cu Pământul ar putea dezvolta forțe încă de zeci de mii de ori mai mari decât bomba atomică de la Hiroshima: ravagiile ar putea consta în nimicirea totală a unor mari orașe, pustiirea și moartea tuturor vietăților unor țări și continente întregi. Probabilitatea unui astfel de incident este din păcate reală: s-ar putea întâmpla la fiecare câteva sute de ani. De aceea, ceea ce ar trebui întreprins încă de azi, pe scară mondială cu ajutorul organizației ONU, este:
- Investiții în telescoape și inspectarea intensă, permanentă a spațiului extraterestru pentru descoperirea acestor asteroizi „la timp”, cu cel puțin 10 ani înainte de impactul calculat.
- În cazul unui pericol real de impact, asteroidul ar trebui deviat de la traiectoria sa inițială cu ajutorul unei rachete spațiale, construită și testată din timp, care să-i vină în întâmpinare și să-l ciocnească. Pentru o asemenea rachetă n-ar fi nevoie de o forță, viteză sau masă mare [3].

## Măsuri de prevenire a coliziunilor
La data de 24 noiembrie 2021 NASA a trimis în spațiu sonda DART (Double Asteroid Redirection Test) care va încerca experimental, pentru prima dată în istorie, schimbarea traiectoriei unui asteroid. Sonda DART a ajuns în septembrie 2022 la destinație.